# Alfred Schlomann
Alfred Schlomann, född 10 augusti 1878 i Malchow, Mecklenburg-Schwerin, död 1952, var en tysk ingenjör.
Schlomann redigerade en på R. Oldenbourgs förlag i München från 1906 utkommande serie Illustrierte technische Wörterbücher på tyska, engelska, franska, ryska, italienska och spanska språken. Dessa ordböcker skilde sig från andra lexika därigenom, att ordmaterialet ej är uppställt i alfabetisk ordning, utan i grupper, ordnade efter ordens fackliga sammanhang.
I en del för sig är sålunda sammanförda alla termer på nämnda sex språk rörande maskinelement och verktyg, och i denna del är genomförd en systematisk gruppering av de ord, som hänför sig till olika specialområden, såsom skruvar, nitar, axlar, rör, ventiler, hammare, borrar, skruvmejselar, huggmejselar o.s.v., vartill ansluter sig avbildningar av varje föremål och en alfabetisk ordlista med hänvisningar till huvudtexten. Det 17:e bandet (Luftfahrt) utkom 1932.